# Adelina da Glória Berger
Adelina da Glória Berger (Lagos, 28 de marzo de 1865 - Lisboa, 29 de julio de 1922) fue una feminista portuguesa.

## Biografía
Nacida el 28 de marzo de 1865, en la parroquia de São Sebastião, en Lagos, y bautizada el 27 de enero de 1866 en la misma ciudad, Adelina da Glória Paletti era hija del escribano Belchior da Costa Paletti (1830-) y de Ana Vitória Marim Paletti (1832-), ambos de familias modestas pero respetadas en la región del Algarve, siendo su padre hijo de Maria Magdalena Junoni Faguinete (1805-) y Giovanni Francesco da Costa Paletti (1800-), director de orquesta italiano, natural de Mantua, región de Lombardía.
El 4 de febrero de 1890, a la edad de veinticuatro años, se casó con el profesor José Júlio Lapelier Berger (1868-1934), natural de la parroquia de Santa María, en Lagos, que, todavía durante la monarquía, fue concejal republicano en el municipio y, más tarde, administrador del condado de Lagos por el Partido Republicano Portugués. De su matrimonio nacieron cuatro hijos: Reinaldo (1896-1964), funcionario del Ministerio de Comercio y Comunicaciones e ingeniero civil, Rogério (1899-1965), profesor, escultor y diseñador, Renato (1903-1987), ingeniero sanitario y civil, y Roberto Paletti Berger.

## Trayectoria
En la noche del 19 de febrero o del 27 de febrero de 1909, según algunos documentos, Adelina da Glória Berger, entonces de 43 años, por invitación, celebró una reunión en su casa con varias mujeres interesadas en tener un papel activo en la sociedad y en la lucha por la reivindicación de sus derechos, Asistieron familiares como Julieta Augusta Paletti y Dionísia Rosa Paletti, o incluso las militantes Ana da Conceição Ladeira, Francisca da Conceição Taklim, Maria da Glória Pereira Neto y María Teresa Canelas Marreiros, entre otras, y se celebró oficialmente la sesión inaugural de la Liga Republicana de Mujeres Portuguesas de Lagos. Tras la primera reunión, Maria do Carmo Raimundo fue nombrada presidenta de la asociación, pero tras su negativa, se propuso y aceptó el nombre de Adelina da Glória Berger para el cargo.
Se le atribuye el envío de donaciones a las víctimas del terremoto que sacudió la región de Ribatejo en 1909, la organización de una protesta contra la ejecución del pedagogo español y creador de la Escuela Moderna Francisco Ferrer, el envío de una carta para felicitar a Afonso Costa por las posiciones que había adoptado en la cuestión de Hinton y otra carta para felicitar al psiquiatra Miguel Bombarda por su adhesión al Partido Republicano Portugués el 9 de julio de 1910.
Republicana comprometida, tras la Implantación de la República, Adelina da Glória se desplazó a Lisboa y, el 27 de octubre de 1910, acompañó a la junta nacional de la Liga Republicana de Mujeres Portuguesas en la entrega de la primera representación femenina a los miembros del Gobierno Provisional, así como en la recogida y entrega de las listas o peticiones solicitando la aprobación de la ley de divorcio, junto con los demás miembros de la junta de la Liga.
Decidida a actuar más activamente en su militancia, la activista se instaló en la capital con su familia, y su marido comenzó a trabajar como subinspector de la Policía Administrativa y Adelina da Glória también intervino en el núcleo fundador de la asociación feminista, liderada por Ana de Castro Osório. Dentro de la asociación, siempre se alineó con el ala más radical, liderada por María Veleda, que reclamaba la total igualdad de derechos de género, sin diferenciar a las mujeres por su clase, riqueza, credo o nivel académico, apoyando siempre el derecho al voto, el libre acceso a la educación y la remuneración no discriminatoria en el trabajo, entre otras causas de posición anticlerical.
Adelina da Glória Berger falleció el 29 de julio de 1922, a los 57 años de edad, en la parroquia de São Sebastião da Pedreira, en Lisboa, en su residencia, situada en el 1er piso del número 31 de la calle Filipe Folque, siendo la causa de la muerte presentada como "asistolia y anasarca". Está enterrada en el cementerio de Benfica, en la misma ciudad.

## Reconocimientos
La Cámara Municipal de Lagos atribuyó, en una sesión del 27 de septiembre de 1995, su nombre a una calle en la freguesia de São Sebastião. La placa fue descubierta en una ceremonia civil celebrada el Día Mundial de la Mujer, el 8 de marzo de 1996, en la que pronunció un discurso la escritora Glória Marreiros, del Movimento Democrático de Mujeres.